# Frans Elof Elmgren
Frans Elof Elmgren, född 1860 i Algutsboda, död 1925, var en svensk skräddare och socialdemokratisk agitator.
Frans Elof Elmgrens föräldrar var tjänstefolk. Han fick försörja sig själv från det han var tio år. Han blev 1881 skräddarlärling i Kalmar och fick gesällbrev med vandrarbok 1881. Från 1897 arbetade Elmgren som funktionär inom arbetarrörelsen.
Han bosatte sig 1901 i Jönköping, där han verkade som företrädare för det 1897 bildade Sveriges socialdemokratiska arbetareparti. Han verkade både lokalt och på resor ända upp till övre Norrland. Han var en av grundarna till Smålands Folkblad 1901. 
Frans Elof Elmgren var gift och far till åtta barn.

## Eftermäle
Frans Elof Elmgren avporträtteras i Per Olov Enquists roman Musikanternas uttåg från 1975 under namnet Johan Sanfrid Elmblad.
År 1990 beslöt byggnadsnämnden i Jönköpings kommun efter förslag från kommunfullmäktige att döpa om norra delen av Fabriksgatan, mellan Nygatan och Lundströms plats, till "F E Elmgrens gata", mot bakgrund att det 1991 skulle bli 90 år sedan socialdemokraterna i Jönköping formellt bildade den första partiorganisationen.